# キング・ジョージ5世級戦艦
キング・ジョージ5世級戦艦（キング・ジョージ5せいきゅうせんかん、英: King George V class battleship）は、第二次世界大戦前にイギリス海軍が建造した超弩級戦艦の艦級である。ここでは1940年から就役を開始した2代目のキング・ジョージ5世級戦艦について述べる。1912年に就役を開始した初代についてはキング・ジョージ5世級戦艦 (初代)を参照。
後述の通り、政治的な要因のため主砲の口径がいわゆる新戦艦（海軍休日終了後に就役した戦艦）の中で最も小さく抑えられており、その搭載数を防御力改善のため当初予定の12門から10門に減らした事もあり、火力では欧州におけるライバルであるビスマルク級やヴィットリオ・ヴェネト級、リシュリュー級に劣っていたものの、一部の装甲帯は長門型より厚く、結果的に防御力を重視した設計となっていた。
その戦力はドイツやイタリアの主力艦を圧倒していた。

## 背景
キング・ジョージ5世級は、イギリス海軍において実戦を経験した最後の戦艦クラスである。第二次ロンドン条約の締結を見越して、基準排水量35,000トン、主砲に14インチ砲を採用した新戦艦として設計が完了した。
1928年にイギリス海軍は、1931年からの建造開始を想定して新型戦艦の構想を検討し始めた。ロンドン海軍軍縮会議の締結によって1937年まで海軍休日は伸びたため、前回の構想を引き継いで1935年に検討が再開された。主砲には16インチ、15インチ、14インチの選択肢があり、当初は15インチが選定された。主要な設計は最大出力で27ノットの速度を発揮することを目的とし、有効戦闘範囲は12,000から16,000ヤードまでと決められた。装甲と水雷防御は、前級のネルソンのそれより強化された。
だが1935年10月に15インチの採用が覆り、14インチとなった。これは当時のイギリスがロンドン条約において他国との条約継続を求めていたことに起因した。政府は10月上旬に日本を説得できるならば、アメリカもまた支持するだろうとの情報を得てイギリス海軍に14インチまで口径の縮小を勧めた。その主砲が年末までに注文される必要があったため、イギリス海軍本部は新型戦艦の主砲は14インチ砲と決定した。

## 設計

### 艦形
艦首形状は垂直に切り立った形状であり、凌波性が劣っていた。前級と同様に主砲塔を艦首方向へ仰角0度で射撃可能という要求を満たすために艦首甲板上のシア（反り返り）は全くなく、冬の北大西洋では艦首で砕けた波浪が1番主砲塔だけではなく、2番砲塔基部まで降り注いだ。
艦橋構造は前級から用いられた塔型艦橋をベースに、大戦間にクイーン・エリザベス級で行われた近代化改装の技術蓄積にならい、これまでの戦艦で用いられた重装甲の司令塔を廃して、小口径弾に対応する程度の装甲を施した一体型の塔型艦橋となり、下から操舵艦橋・上部艦橋・将官艦橋の順に構成され、頂上部の見張り所の上に主砲用4.58m測距儀が1基、その左右に副砲用測距儀が並列に1基ずつ計2基が三角形状に配置され、その間に対空管制室が設けられている。
艦橋の背後に簡素な前向きの三脚式の前部マストが立ち、2本煙突は機関のシフト配置により前後に離され、煙突間には首尾線に対し垂直に左右に伸びるカタパルトが設けられており、水上機は左右どちらにも射出が出来た。2番煙突の後部は艦載艇置き場になっている。2番煙突の基部には橋桁型クレーンが片舷1基ずつ計2基が設置されており、水上機の回収や艦載艇の運用に用いられた。船体後部には後部艦橋が設けられ、三脚式の後部マストが後向きに立つ。後部甲板上に3番主砲塔が後向きに1基が配置された。

消磁コイルは後に艦内方式に改められている。

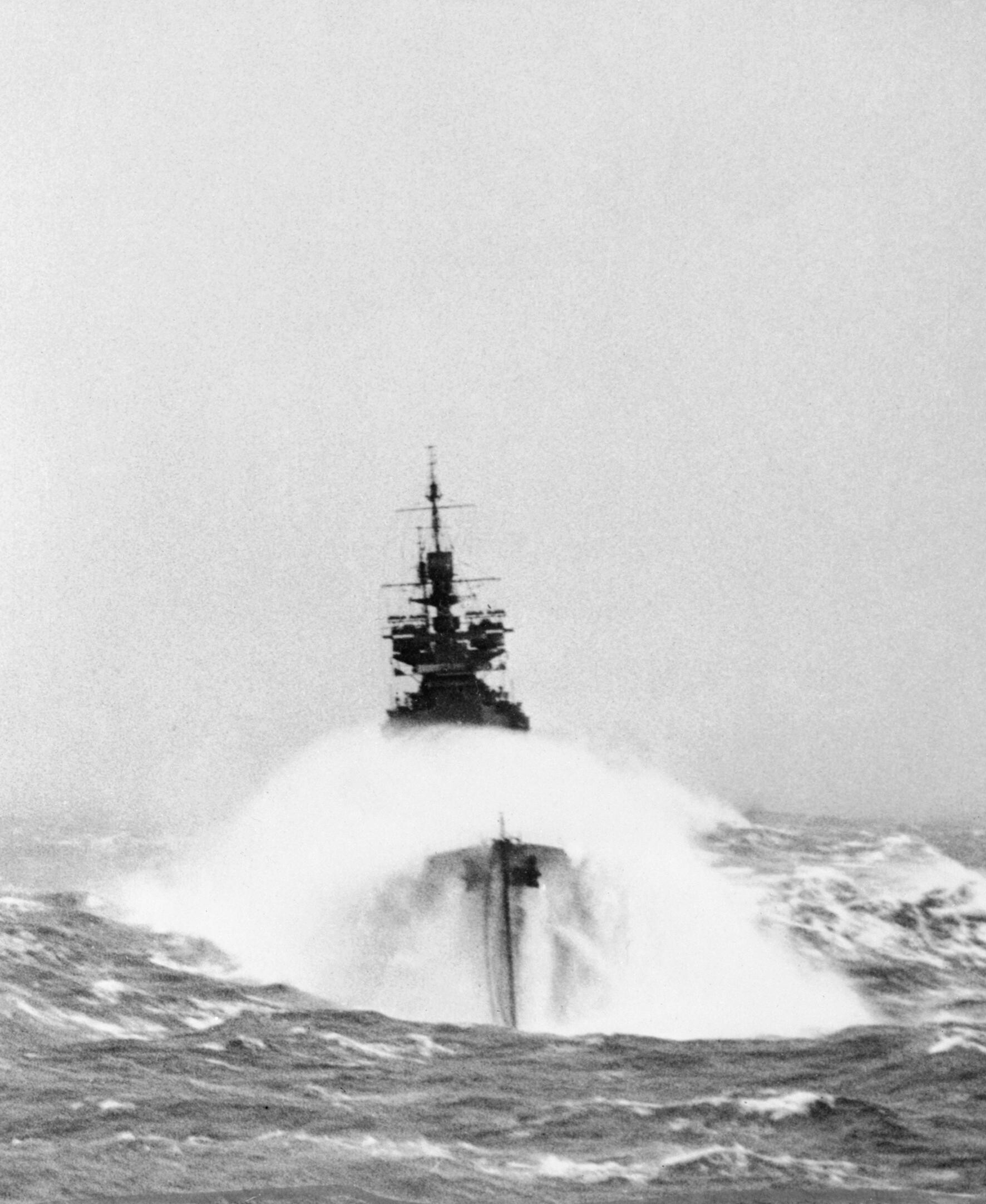
デューク・オブ・ヨーク。凌波性の不足が良く判る写真。
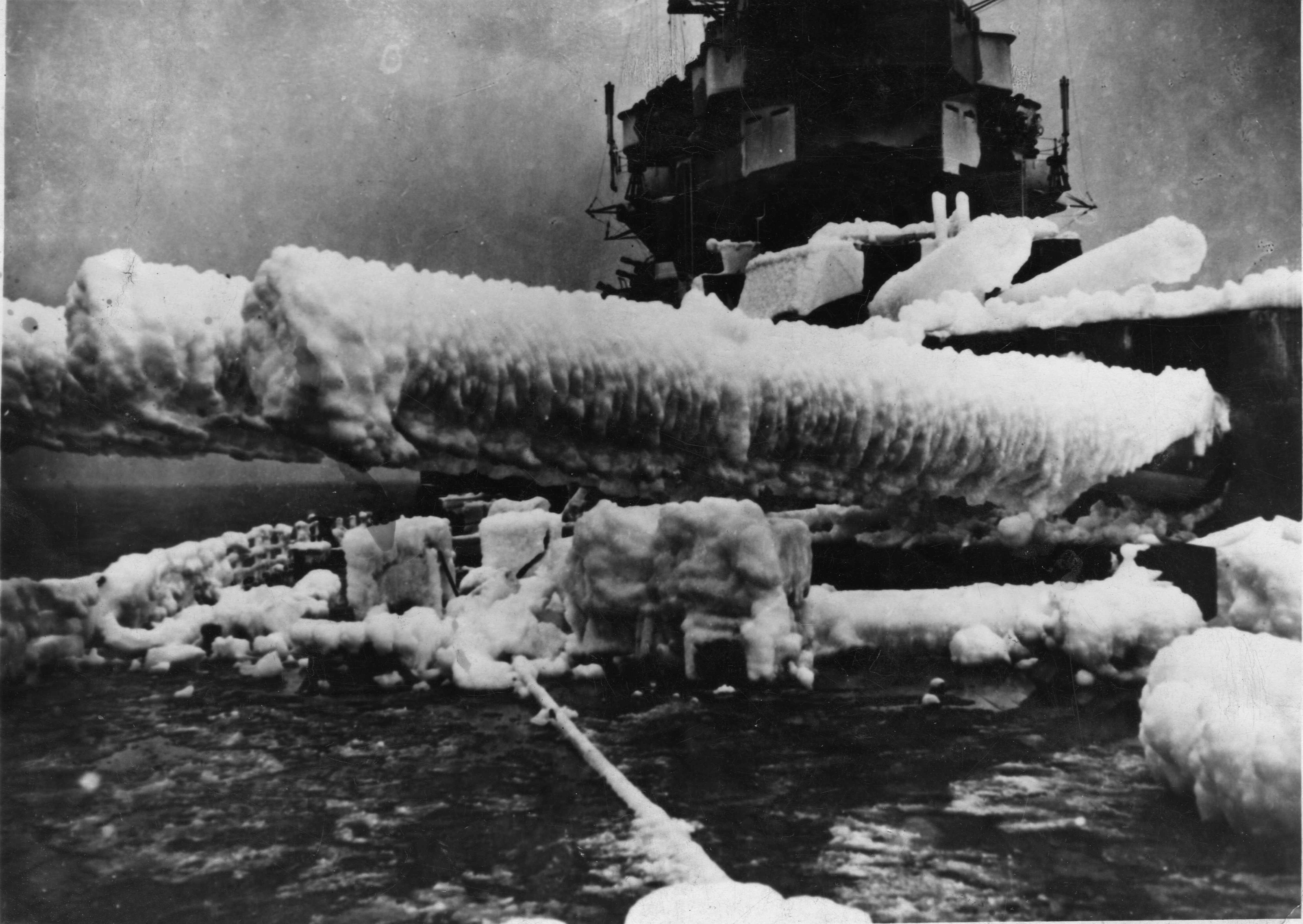
1941年に行われたソ連への船団護衛時に撮影されたアンソン。艦首で砕けた波が主砲塔2基にまで届いて結氷した。
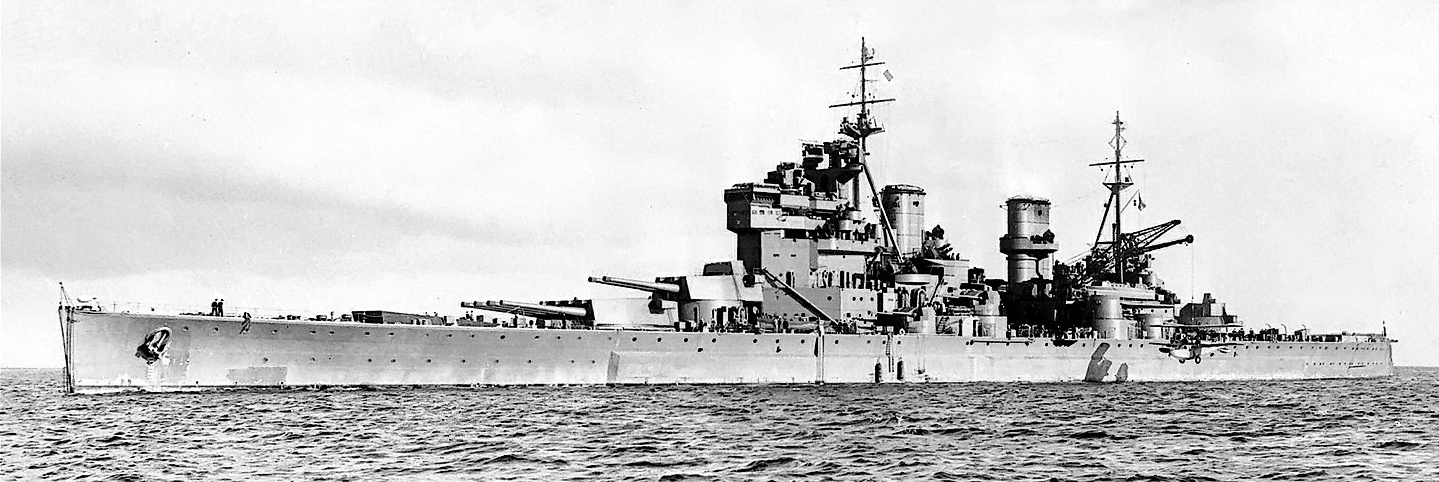
1941年に撮られたプリンス・オブ・ウェールズ。

## 武装

### 主砲

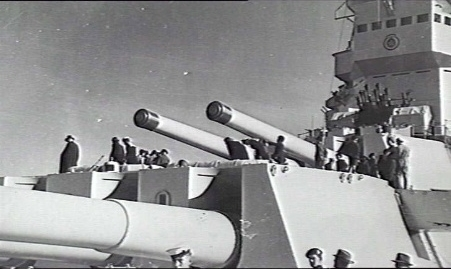
キング・ジョージ5世の四連装砲塔と連装砲塔。キング・ジョージ5世級の主砲塔の前盾は垂直に切り立っている。

キング・ジョージ5世級の主砲には条約に基づき新設計の「1922年型 Mark 7 35.6cm（45口径）砲」を採用した。キング・ジョージ5世級は他に例を見ない四連装砲塔2基と連装砲塔1基混載の独特な外観となった。本来は四連装砲塔3基の予定であったが、当初設計において弾薬庫の防御に問題が発見され、この強化の代償としての重量低減のため砲塔のひとつが連装となった。
四連装砲塔の採用はフランス海軍のダンケルク級という先例がある。同世代のアメリカ海軍のノースカロライナ級も、初期案は14インチ四連装砲塔3基で設計されていたが、これは第2次ロンドン条約のエスカレーター条項適用による、16インチ三連装砲塔への換装を見越したものであり、実際その通りに実現した。
この砲の性能は、最大仰角40度で射距離35,260mを発揮し、射程22,860mで垂直装甲241mmと甲板装甲102mmを、射程16,460mで垂直装甲305mmを貫通できる性能であった。砲塔の俯仰能力は仰角40度・俯角3度で、各砲塔の旋回角度は1番主砲塔のみ首尾線方向を0度として左右143度の旋回角度が可能であったが、上部構造物に近く射界に制限がある2番・3番主砲塔は35度であった。発射速度は毎分2発程度である。装填角度は仰角5度。
軽量化のために砲塔を小型化するために砲塔の高さを必要以上に減じた。このため、内部構造が窮屈なものとなった。実戦でも故障が相次ぎ、信頼性の低い射撃システムであった。
主砲塔に搭載された測距儀は幅12.8mであったが、艦橋トップに搭載された測距儀は4.58mと小型で性能が低く、そのため実用としては射程距離25,000m前後が限度であった。射撃管制レーダーが装備されてからもバックアップとして光学機器が必要であったが、本級に装備された主砲管制用方位盤は、照準視界がジャイロスコープで船体の揺れに対してスタビライズされるという画期的なものだった。
| 射距離       | 仰角   | 落角  | 存速(m/s) | 対垂直甲鈑 | 対水平甲鈑 |
| ------------ | ------ | ----- | --------- | ---------- | ---------- |
| 5,000 yards  | 2.5°   | 2.8°  | 658       | -          | -          |
| 10,000 yards | 5.5°   | 6.5°  | 587       | 396mm      | 29mm       |
| 15,000 yards | 9.25°  | 11.5° | 526       | 335mm      | 50mm       |
| 20,000 yards | 13.75° | 18.2° | 476       | 285mm      | 73mm       |
| 25,000 yards | 19.25° | 26.4° | 445       | 241mm      | 102mm      |
| 28,000 yards | -      | -     | -         | -          | 121mm      |
| 30,000 yards | 26.2°  | 35.6° | 436       | 224mm      | 130mm      |
| 35,000 yards | 36.0°  | 46.1° | 452       | -          | -          |
| 36,500 yards | 40.7°  | 50.3° | 464       | -          | -          |

### 副砲・対空装備等

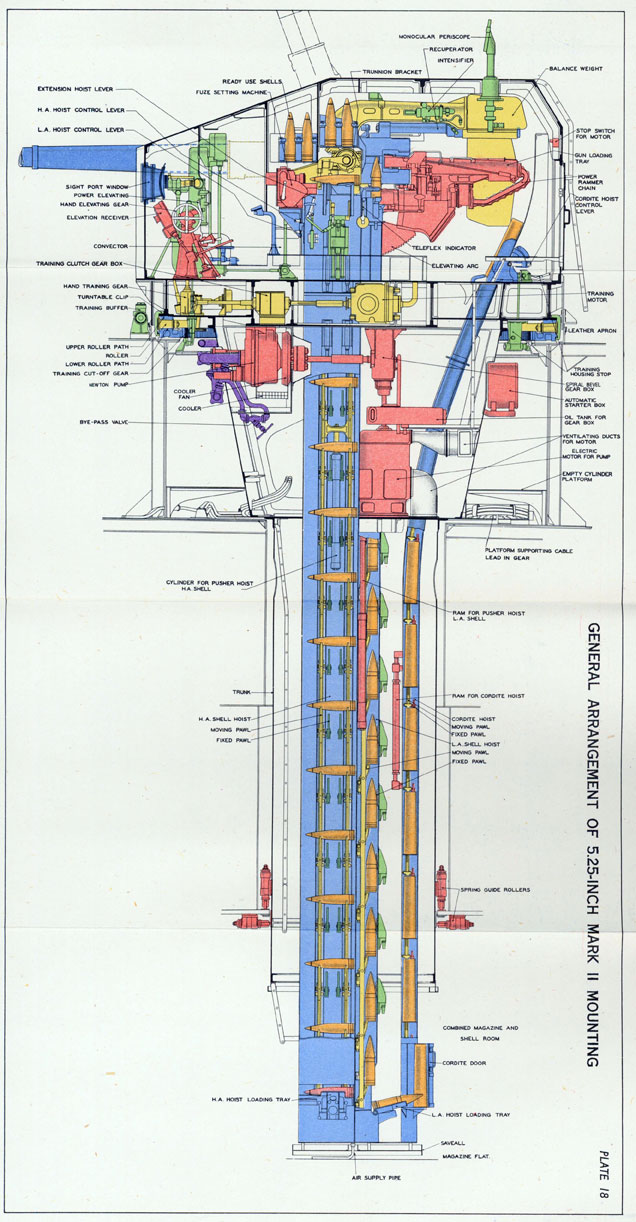
13.3cm（50口径）高角砲の断面図。

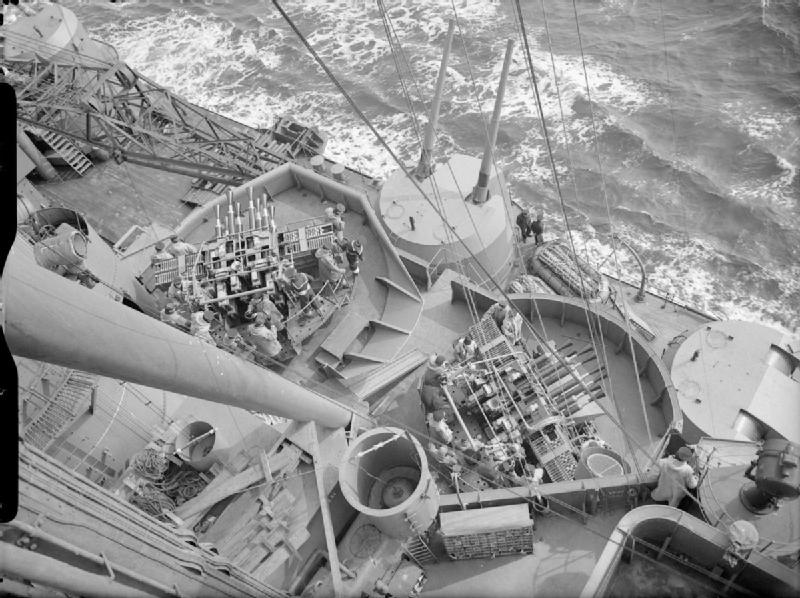
1941年に撮られたプリンス・オブ・ウェールズの舷側。13.3cm連装高角砲と4cm8連装ポンポン砲の形状がよく判る写真。

キング・ジョージ5世級の副砲はネルソン級で両用砲の開発が要求に間にあわなかった苦い経験から、キング・ジョージ5世級は設計当初から高角砲を兼用するように開発が進められた「1940年型 13.3cm（50口径）高角砲」を採用している。この砲の発射速度は毎分7～8発、砲身の上下角は仰角70度・俯角5度、最大射程は仰角45度で射距離21,397 m、最大仰角75度で高度14,935 mまで届くという性能であった。この副砲は連装砲塔に収められ、カタパルトを境に前向きに背負い式に2基、後向きに背負い式に2基の片舷4基ずつ計8基を舷側配置した。しかし、カタログデータでは優れるが実際の所は砲塔の旋回速度や砲身を上下させる速度が普通の平射用副砲塔と大差なく、急降下爆撃機に対処は困難だった。軽量化のために装填は人力であったが、水上砲戦での威力を重視したため砲弾重量は36.3kgもあり、速射性を阻害していた。
さらに、キングジョージ5世級に装備されたHACS対空レーダーは測距儀またはレーダーからの情報をもとに高角砲を管制する機械式コンピューターであるが、プリンス・オブ・ウェールズが装備していたものは改良前の古いタイプで性能が劣っていた。
近接対空火器としてイギリス艦艇に広く採用された「1930年型 Mark VIII 4cm（39口径）ポンポン砲」を8連装（水平4連装銃身を上下に配置したもの）砲架で4基搭載した。この機関砲は口径が4cmと大きいが、有効射程が短く弾道特性も悪いために有効ではなかった。さらに、射撃中に弾体と薬莢が分解して頻繁に弾詰まりを起こしやすいという欠点を持っていた。マレー沖海戦によるプリンス・オブ・ウェールズ搭載のポンポン砲は1基だけで12回も故障を起こし、もう1基も8回も射撃中止に陥った。
特徴的なのは、イギリス海軍が開発しネルソンにも装備された「17.8cm20連装ロケット砲（通称：UP, Unrotated Projectile）」である。これは円筒状のロケット弾に無数の爆雷を詰めておき、規定の高度でカバーが外れて、尾部に落下傘を付けた爆雷が適度な散布界を持って展開するという兵器であった。2番主砲塔上に1基、3番主砲塔上に並列で2基、艦尾甲板上に1基の計4基が搭載された。実際の戦闘では展開速度が航空機の速度に付いていけず、充分な戦果を得られないまま早期に撤去されて4cmポンポン砲を増載した。
後にアメリカから供与されたボフォース 4cm（56口径）対空機関砲やエリコン社製2cm（76口径）機銃にスペースを明け渡した。

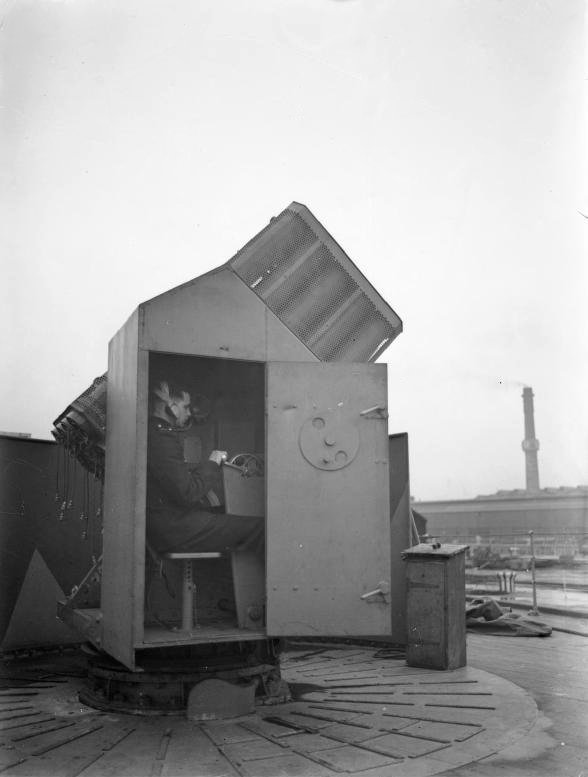
艦尾甲板上のキング・ジョージ5世の17.8cm20連装 UP ロケット砲。
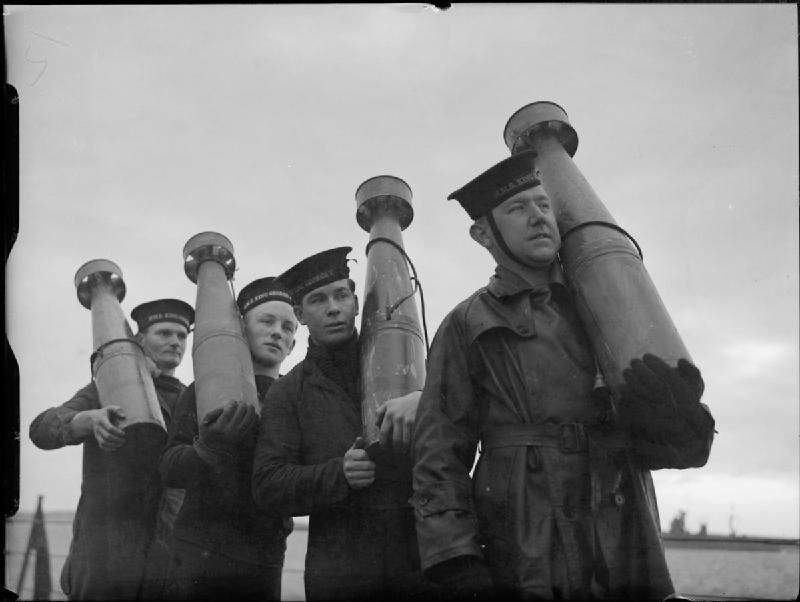
17.8cm UP ロケット弾を運ぶキング・ジョージ5世の水兵。
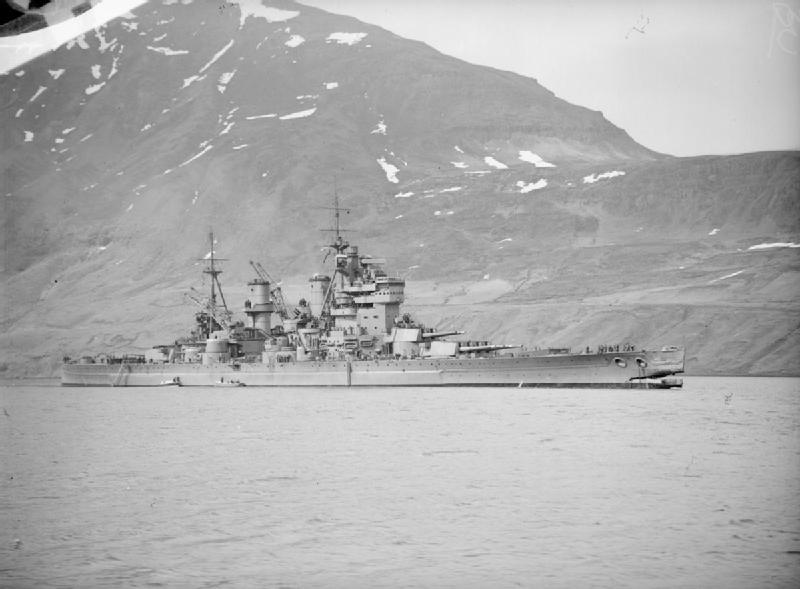
1942年にアイスランドのセイジスフィヨルドで撮られたキング・ジョージ5世。2番砲塔上のUP ロケット砲を撤去して代わりに4cm8連装ポンポン砲に換装し、20mm機関砲18門を搭載していた。

## 機関

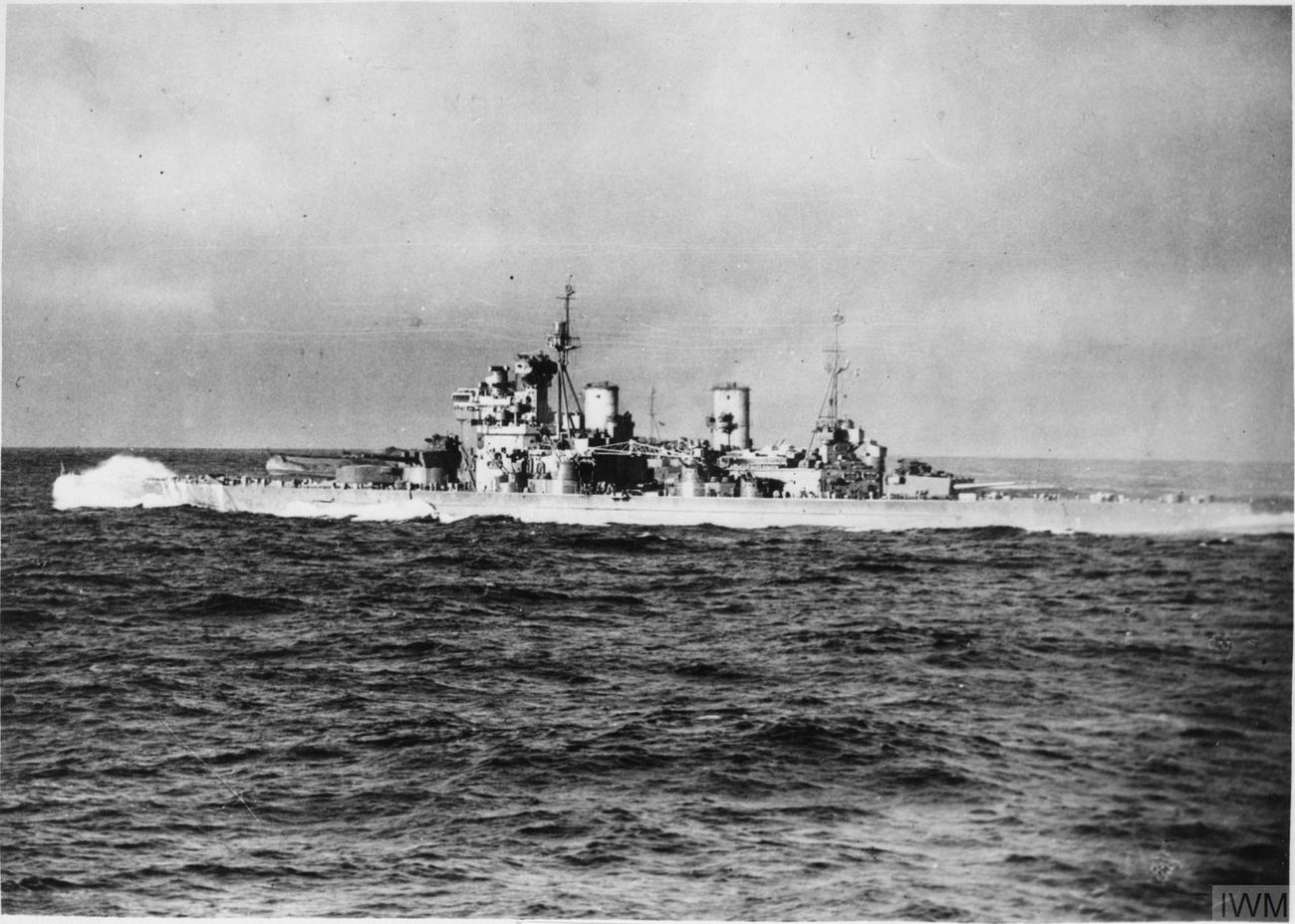
写真は1942年に援ソ船団を護衛時に撮られたデューク・オブ・ヨーク。

前級では高出力を期待してヤーロー式とブラウン・カーチス式を採用したものの結果的に信頼性を欠いた実績を踏まえ、キング・ジョージ5世級に於いてクイーン・エリザベスや巡洋戦艦レナウンの近代化改装で使用され実績のある海軍式三胴型加熱器付き重油専焼水管缶とパーソンズ式オール・ギヤードタービンが採用された。ボイラー8基とギヤード・タービン4基が搭載され4軸推進とした。機関配置においてイギリス戦艦で最初にシフト配置が採用された。タービンを収めた4つの機関室とボイラーを収めた8つの缶室を交互に、艦尾からケースメート式に設置された。艦首側から記述すれば前部ボイラー室は中央隔壁により左右に分割され片舷2基ずつ4基のボイラーが収納され、その後ろの前部機械室は縦隔壁2枚により3室に分かれておりそれぞれ左舷外軸タービン・補助機械室・右舷外軸タービンが配置された。それに続く後部ボイラー室は中央隔壁により片舷2基ずつ4基、後部機械室も中央隔壁により左舷内軸タービン・補助機械室・右舷内軸タービンが設置された。シフト配置によってボイラー室が前後に分散されたために、煙突も2本必要になり機関重量が増加した。ボイラーは圧力400ポンド/平方インチ、蒸気温度700度にタービンは230rpmの110,000馬力で速力28ノットを発揮できるカタログデータであった。ビスマルク追撃時のプリンス・オブ・ウェールズは過負荷全力状態で128,000から134,000馬力を発揮したとされるが、アンソンとハウの速力は27.5-27.6ノットであった。航続性能は10ノットで14,000海里を航行できる性能が要求されたが、実際は重油3,700トンで10ノット/7,000海里で要求性能の半分程度であった。

## 防御

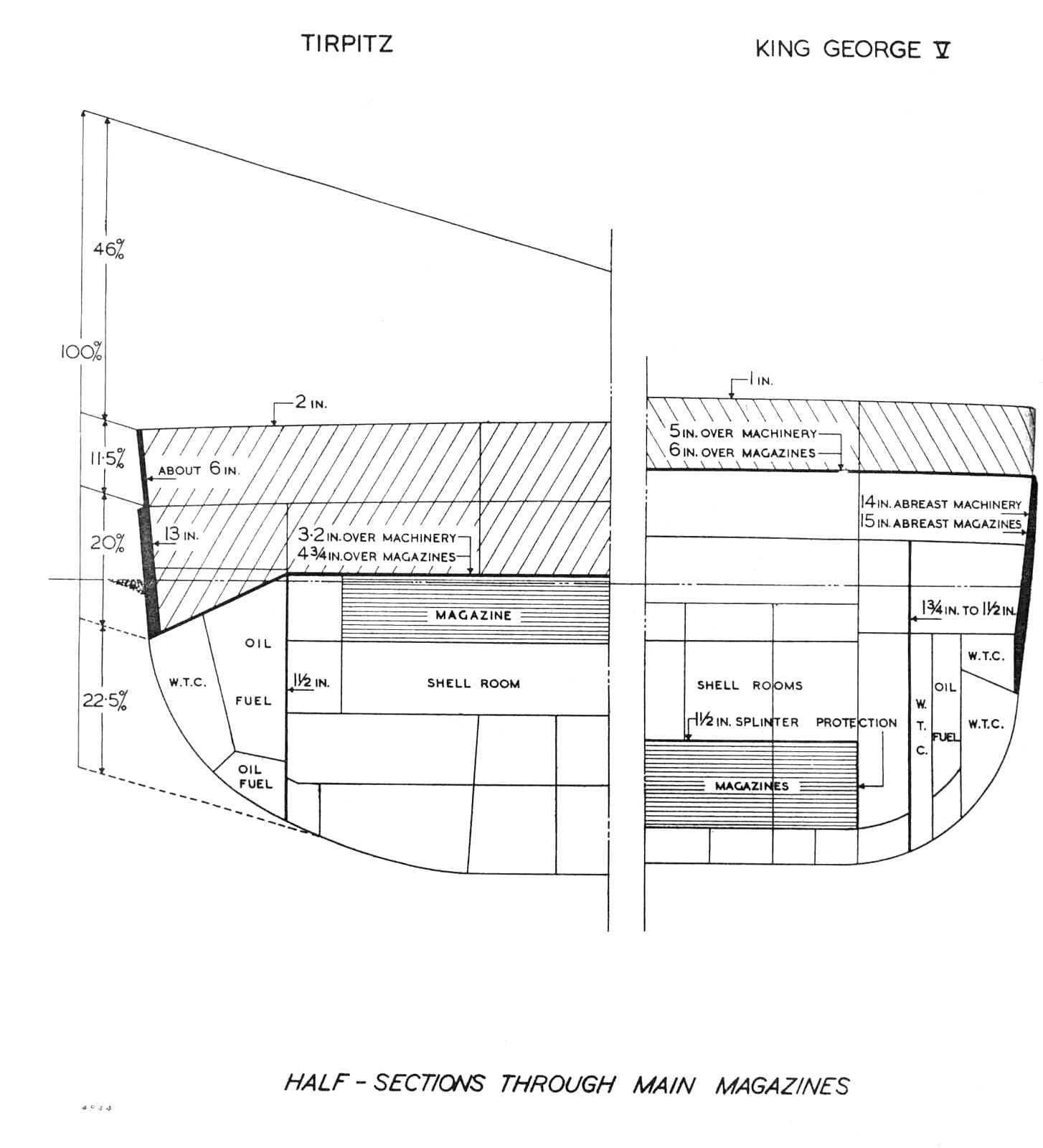
ビスマルク級（左）とキング・ジョージ五世級（右）の内部構造の比較図。

キング・ジョージ5世級の装甲厚は水平甲板が弾薬庫上面部152mm、機関区上面部127mm、垂直防御が機関区356mm、弾薬庫381mm、主砲塔前盾が324mmである。同世代の列強戦艦に比べて装甲厚に優れるのが英国戦艦の特徴の一つであり、大日本帝国海軍も新世代列強戦艦の特徴として「防御力は他の性能を犠牲にしても充実しているだろう」と推測している。キング・ジョージ5世級は垂直装甲を採用したと記される場合が多いが、実際には外装式装甲を船体の形状に沿って装着しており、弾薬庫部の舷側装甲は最大で12度まで傾斜している。
条約以前の戦艦と比較するとバイタルパート全域に十分な厚さと面積の装甲を配置しているのが本級の特徴で、装甲防御に関しては前世代の長門型やコロラド級を上回る。長門型やコロラド級は改装によって部分的にはキング・ジョージ5世級を上回る装甲を得ているものの、装甲強化が施されていない箇所に関しては脆弱であった。反面本型の水中防御は不十分な点が指摘されており、喫水下に51mmの防御壁が3層構造の多層防御方式がとられていたが、長門型では4層構造の隔壁に75mmの装甲を併用して防御していた。本型の舷側から機関区隔壁までの区画長は他国戦艦の半分程しかない4.3mと短く、これは機関の小型軽量化に失敗した代償で、船体における機関区のスペースを多くとらざるを得ず、少ない出力で高速を出すために船体を細長くする必要があったため、船体の幅を狭めたためである。日本海軍の戦艦で頻用されたバルジも装着されなかった。
第一次大戦後、各国で水中弾効果について研究が進められた結果、日本海軍の大和型戦艦、アメリカ海軍のサウスダコタ級以降の艦は傾斜した水線防御装甲を艦底部まで延長する工夫が見られた。対してキング・ジョージ5世級は前級のネルソン級よりも装甲範囲が大幅に増加させ、水線防御装甲を水線下深くまでの広範囲に施しているものの、艦底部までは達していない設計である。ただし大和型戦艦やサウスダコタ級戦艦のように艦底部まで延長された水線防御装甲は被雷時に浸水被害を増大させる可能性が指摘されており、アメリカ海軍では後のモンタナ級戦艦においてこの方式を廃止している。

## 航空兵装
イギリスではレーダーの発達と空母搭載機の威力増大を背景に戦艦の航空兵装を否定する意見が強く、1943年前後には水偵を陸揚げした。よって、竣工が一番遅かったハウなどは極めて短い期間しか水偵を搭載しなかった。

## 「戦艦のようなもの」という俗説
ウィンストン・チャーチルがキング・ジョージ5世級を揶揄して「我々は戦艦のようなもので第二次世界大戦を戦った」と述べたという話が日本では流布している。しかし翻訳家の橋本若路によると、この話は橋本が調べたかぎり英語の文献には見当たらない。橋本は軍艦研究者のイアン・バクストンにも問い合わせたが、そのような話は聞いたことがないとバクストンは回答した。以上のことから、チャーチルのものとされる「戦艦のようなもの」という発言は日本国内だけで広まった誤情報であろうと橋本は結論付けている。

## 同型艦
| 艦名                                           | 発注           | 起工          | 進水          | 就役          | 退役       | 除籍           | 最後                                       | 艦名の由来                                                                                |
| ---------------------------------------------- | -------------- | ------------- | ------------- | ------------- | ---------- | -------------- | ------------------------------------------ | ----------------------------------------------------------------------------------------- |
| キング・ジョージ5世 HMS King George V          |                | 1935年1月1日  | 1939年2月21日 | 1940年10月1日 | 1949年     | 1957年12月17日 | スクラップとして売却。                     | 国王ジョージ5世。 1910年から1936年まで在位した。                                          |
| プリンス・オブ・ウェールズ HMS Prince of Wales |                | 1937年1月1日  | 1939年3月3日  | 1941年1月19日 |            |                | 1941年12月10日、マレー沖海戦にて戦没。     | 皇太子の称号。 ジョージ5世時代の皇太子はのちの国王エドワード8世、退位後ウィンザー公。     |
| デューク・オブ・ヨーク HMS Duke of York        | 1936年11月16日 | 1937年5月5日  | 1939年2月21日 | 1941年11月4日 | 1951年11月 | 1957年5月18日  | 1957年、クライド海軍基地にて解体。         | ヨーク公。皇太子の弟に与えられる称号。 ジョージ5世時代のヨーク公はのちの国王ジョージ6世。 |
| アンソン HMS Anson                             |                | 1937年7月20日 | 1940年2月4日  | 1942年4月14日 | 1951年11月 | 1957年5月18日  | 1957年12月17日、解体。                     | 18世紀の提督ジョージ・アンソン、男爵                                                      |
| ハウ HMS Howe                                  | 1937年4月28日  | 1937年6月1日  | 1940年4月9日  | 1942年8月29日 | 1950年     |                | 1958年、インヴァーカイシングにて解体処分。 | 18世紀の提督リチャード・ハウ、伯爵                                                        |